# Hopman Cup 2005
De Hopman Cup 2005 (met de officiële naam Hyundai Hopman Cup) werd gehouden van zaterdag 1 tot en met zaterdag 8 januari 2005 op een overdekte hardcourtbaan in de Burswood Dome in de Australische stad Perth. Het was de zeventiende editie van het tennistoernooi tussen landen die ieder een gemengd koppel afvaardigen. In dit toernooi bestaat een landenontmoeting uit drie partijen (rubbers): in het vrouwenenkelspel, mannenenkelspel en gemengd dubbelspel.
Titelverdediger was het team uit de Verenigde Staten. Zij bleven steken in de groepsfase.
In de eindstrijd won het Slowaakse koppel Daniela Hantuchová / Dominik Hrbatý van de Argentijnen Gisela Dulko en Guillermo Coria. Het was de tweede titel voor Slowakije, na een eerdere winst in 1998.
De Hopman Cup van 2005 trok 77.176 toeschouwers.
|                    |  |                |
| Daniela Hantuchová |  | Dominik Hrbatý |

## Deelnemers volgens ranglijstpositie
| Nr. | Land             | Groep | Team                                     | WTA+ATP- rang1 | Resultaat  |
| --- | ---------------- | ----- | ---------------------------------------- | -------------- | ---------- |
| 1.  | Rusland          | A     | Anastasija Myskina / Marat Safin         | 3+4=7          | groepsfase |
| 2.  | Argentinië       | A     | Gisela Dulko / Guillermo Coria           | 33+7=40        | finale     |
| 3.  | Slowakije        | B     | Daniela Hantuchová / Dominik Hrbatý      | 31+14=45       | winnaars   |
| 4.  | Duitsland        | A     | Anna-Lena Grönefeld / Tommy Haas         | 68+17=85       | groepsfase |
| 5.  | Australië        | B     | Alicia Molik / Mark Philippoussis        | 13+109=122     | groepsfase |
| 6.  | Italië           | A     | Francesca Schiavone / Davide Sanguinetti | 19+110=129     | groepsfase |
| 7.  | Verenigde Staten | B     | Meghann Shaughnessy / James Blake        | 40+97=137      | groepsfase |
| 8.  | Nederland        | B     | Michaëlla Krajicek / Peter Wessels       | 244+89=333     | groepsfase |
| 9.  | Zimbabwe         | –     | Cara Black / Wayne Black                 | 138+1349=1487  | voorronde  |

1 Rang per 27 december 2004

## Voorronde
De twee laagstgeplaatste teams speelden om een plek in Groep B. Nederland won van Zimbabwe.
| Vlag van Nederland | Nederland 2 | Perth, Australië 1 januari 2005 hardcourt (i) | Perth, Australië 1 januari 2005 hardcourt (i) | Perth, Australië 1 januari 2005 hardcourt (i) | Zimbabwe 1 | Vlag van Zimbabwe |

|   |                                                             |                                                             | 1    | 2    | 3   |  |
| - | ----------------------------------------------------------- | ----------------------------------------------------------- | ---- | ---- | --- |  |
| 1 | Michaëlla Krajicek Cara Black                               | Michaëlla Krajicek Cara Black                               | 3 6  | 7 65 | 6 0 |  |
| 2 | Peter Wessels Wayne Black                                   | Peter Wessels Wayne Black                                   | 7 67 | 7 5  |     |  |
| 3 | Michaëlla Krajicek / Peter Wessels Cara Black / Wayne Black | Michaëlla Krajicek / Peter Wessels Cara Black / Wayne Black | 7 8  |      |     |  |

## Groepsfase

### Groep A

#### Klassement
| Pos. | Land           | W | V | Rubbers | Sets  |
| ---- | -------------- | - | - | ------- | ----- |
| 1.   | Argentinië (2) | 3 | 0 | 6–3     | 12–7  |
| 2.   | Duitsland (4)  | 2 | 1 | 5–4     | 12–10 |
| 3.   | Italië (6)     | 1 | 2 | 4–5     | 7–12  |
| 4.   | Rusland (1)    | 0 | 3 | 3–6     | 9–11  |

#### Argentinië – Italië
| Vlag van Argentinië | Argentinië 2 | Perth, Australië 2 januari 2005 hardcourt (i) | Perth, Australië 2 januari 2005 hardcourt (i) | Perth, Australië 2 januari 2005 hardcourt (i) | Italië 1 | Vlag van Italië |

|   |                                                                         |                                                                         | 1   | 2    | 3 |  |
| - | ----------------------------------------------------------------------- | ----------------------------------------------------------------------- | --- | ---- | - |  |
| 1 | Gisela Dulko Francesca Schiavone                                        | Gisela Dulko Francesca Schiavone                                        | 1 6 | 3 6  |   |  |
| 2 | Guillermo Coria Davide Sanguinetti                                      | Guillermo Coria Davide Sanguinetti                                      | 6 1 | 7 64 |   |  |
| 3 | Gisela Dulko / Guillermo Coria Francesca Schiavone / Davide Sanguinetti | Gisela Dulko / Guillermo Coria Francesca Schiavone / Davide Sanguinetti | 7 5 | 6 0  |   |  |

#### Duitsland – Rusland
| Vlag van Duitsland | Duitsland 2 | Perth, Australië 3 januari 2005 hardcourt (i) | Perth, Australië 3 januari 2005 hardcourt (i) | Perth, Australië 3 januari 2005 hardcourt (i) | Rusland 2 | Vlag van Rusland |

|   |                                                                   |                                                                   | 1   | 2   | 3   |  |
| - | ----------------------------------------------------------------- | ----------------------------------------------------------------- | --- | --- | --- |  |
| 1 | Anna-Lena Grönefeld Anastasija Myskina                            | Anna-Lena Grönefeld Anastasija Myskina                            | 3 6 | 3 6 |     |  |
| 2 | Tommy Haas Marat Safin                                            | Tommy Haas Marat Safin                                            | 6 3 | 3 6 | 6 1 |  |
| 3 | Anna-Lena Grönefeld / Tommy Haas Anastasija Myskina / Marat Safin | Anna-Lena Grönefeld / Tommy Haas Anastasija Myskina / Marat Safin | 7 5 | 1 6 | 7 6 |  |

#### Duitsland – Italië
| Vlag van Duitsland | Duitsland 2 | Perth, Australië 4 januari 2005 hardcourt (i) | Perth, Australië 4 januari 2005 hardcourt (i) | Perth, Australië 4 januari 2005 hardcourt (i) | Italië 1 | Vlag van Italië |

|   |                                                                           |                                                                           | 1    | 2   | 3   |  |
| - | ------------------------------------------------------------------------- | ------------------------------------------------------------------------- | ---- | --- | --- |  |
| 1 | Anna-Lena Grönefeld Francesca Schiavone                                   | Anna-Lena Grönefeld Francesca Schiavone                                   | 2 6  | 6 2 | 2 6 |  |
| 2 | Tommy Haas Davide Sanguinetti                                             | Tommy Haas Davide Sanguinetti                                             | 6 3  | 6 2 |     |  |
| 3 | Anna-Lena Grönefeld / Tommy Haas Francesca Schiavone / Davide Sanguinetti | Anna-Lena Grönefeld / Tommy Haas Francesca Schiavone / Davide Sanguinetti | 7 67 | 6 4 |     |  |

#### Argentinië – Rusland
| Vlag van Argentinië | Argentinië 2 | Perth, Australië 4 januari 2005 hardcourt (i) | Perth, Australië 4 januari 2005 hardcourt (i) | Perth, Australië 4 januari 2005 hardcourt (i) | Rusland 1 | Vlag van Rusland |

|   |                                                                 |                                                                 | 1    | 2   | 3 |  |
| - | --------------------------------------------------------------- | --------------------------------------------------------------- | ---- | --- | - |  |
| 1 | Gisela Dulko Anastasija Myskina                                 | Gisela Dulko Anastasija Myskina                                 | 2 6  | 1 6 |   |  |
| 2 | Guillermo Coria Marat Safin                                     | Guillermo Coria Marat Safin                                     | 7 64 | 6 1 |   |  |
| 3 | Gisela Dulko / Guillermo Coria Anastasija Myskina / Marat Safin | Gisela Dulko / Guillermo Coria Anastasija Myskina / Marat Safin | 6 2  | 6 0 |   |  |

#### Argentinië – Duitsland
| Vlag van Argentinië | Argentinië 2 | Perth, Australië 6 januari 2005 hardcourt (i) | Perth, Australië 6 januari 2005 hardcourt (i) | Perth, Australië 6 januari 2005 hardcourt (i) | Duitsland 1 | Vlag van Duitsland |

|   |                                                                 |                                                                 | 1       | 2       | 3   |         |
| - | --------------------------------------------------------------- | --------------------------------------------------------------- | ------- | ------- | --- | ------- |
| 1 | Gisela Dulko Anna-Lena Grönefeld                                | Gisela Dulko Anna-Lena Grönefeld                                | 6 3     | 2 6     | 1 6 |         |
| 2 | Guillermo Coria Tommy Haas                                      | Guillermo Coria Tommy Haas                                      | 5 7     | 3 2     |     | opgave  |
| 3 | Gisela Dulko / Guillermo Coria Anna-Lena Grönefeld / Tommy Haas | Gisela Dulko / Guillermo Coria Anna-Lena Grönefeld / Tommy Haas | (6) (0) | (6) (0) |     | forfait |

#### Italië – Rusland
| Vlag van Italië | Italië 2 | Perth, Australië 6 januari 2005 hardcourt (i) | Perth, Australië 6 januari 2005 hardcourt (i) | Perth, Australië 6 januari 2005 hardcourt (i) | Rusland 1 | Vlag van Rusland |

|   |                                                                           |                                                                           | 1    | 2    | 3   |  |
| - | ------------------------------------------------------------------------- | ------------------------------------------------------------------------- | ---- | ---- | --- |  |
| 1 | Francesca Schiavone Anastasija Myskina                                    | Francesca Schiavone Anastasija Myskina                                    | 3 6  | 2 6  |     |  |
| 2 | Davide Sanguinetti Marat Safin                                            | Davide Sanguinetti Marat Safin                                            | 7 60 | 63 7 | 6 0 |  |
| 3 | Francesca Schiavone / Davide Sanguinetti Anastasija Myskina / Marat Safin | Francesca Schiavone / Davide Sanguinetti Anastasija Myskina / Marat Safin | 8 6  |      |     |  |

### Groep B

#### Klassement
| Pos. | Land                 | W | V | Rubbers | Sets  |
| ---- | -------------------- | - | - | ------- | ----- |
| 1.   | Slowakije (3)        | 2 | 1 | 6–3     | 13–6  |
| 2.   | Verenigde Staten (7) | 2 | 1 | 5–4     | 10–10 |
| 3.   | Nederland (8)        | 1 | 2 | 3–6     | 6–12  |
| 4.   | Australië (5)        | 1 | 2 | 4–5     | 10–11 |

#### Australië – Slowakije
| Vlag van Australië | Australië 2 | Perth, Australië 2 januari 2005 hardcourt (i) | Perth, Australië 2 januari 2005 hardcourt (i) | Perth, Australië 2 januari 2005 hardcourt (i) | Slowakije 1 | Vlag van Slowakije |

|   |                                                                       |                                                                       | 1    | 2   | 3    |  |
| - | --------------------------------------------------------------------- | --------------------------------------------------------------------- | ---- | --- | ---- |  |
| 1 | Alicia Molik Daniela Hantuchová                                       | Alicia Molik Daniela Hantuchová                                       | 6 3  | 6 3 |      |  |
| 2 | Mark Philippoussis Dominik Hrbatý                                     | Mark Philippoussis Dominik Hrbatý                                     | 5 7  | 2 6 |      |  |
| 3 | Alicia Molik / Mark Philippoussis Daniela Hantuchová / Dominik Hrbatý | Alicia Molik / Mark Philippoussis Daniela Hantuchová / Dominik Hrbatý | 69 7 | 6 3 | 7 69 |  |

#### Verenigde Staten – Nederland
| Vlag van Verenigde Staten | Verenigde Staten 2 | Perth, Australië 3 januari 2005 hardcourt (i) | Perth, Australië 3 januari 2005 hardcourt (i) | Perth, Australië 3 januari 2005 hardcourt (i) | Nederland 1 | Vlag van Nederland |

|   |                                                                      |                                                                      | 1   | 2    | 3 |  |
| - | -------------------------------------------------------------------- | -------------------------------------------------------------------- | --- | ---- | - |  |
| 1 | Meghann Shaughnessy Michaëlla Krajicek                               | Meghann Shaughnessy Michaëlla Krajicek                               | 7 5 | 6 4  |   |  |
| 2 | James Blake Peter Wessels                                            | James Blake Peter Wessels                                            | 6 1 | 7 64 |   |  |
| 3 | Meghann Shaughnessy / James Blake Michaëlla Krajicek / Peter Wessels | Meghann Shaughnessy / James Blake Michaëlla Krajicek / Peter Wessels | 5 7 | 5 7  |   |  |

#### Nederland – Australië
| Vlag van Nederland | Nederland 2 | Perth, Australië 5 januari 2005 hardcourt (i) | Perth, Australië 5 januari 2005 hardcourt (i) | Perth, Australië 5 januari 2005 hardcourt (i) | Australië 1 | Vlag van Australië |

|   |                                                                      |                                                                      | 1       | 2       | 3   |         |
| - | -------------------------------------------------------------------- | -------------------------------------------------------------------- | ------- | ------- | --- | ------- |
| 1 | Michaëlla Krajicek Alicia Molik                                      | Michaëlla Krajicek Alicia Molik                                      | 3 6     | 5 7     |     |         |
| 2 | Peter Wessels Mark Philippoussis                                     | Peter Wessels Mark Philippoussis                                     | 7 65    | 3 6     | 6 2 |         |
| 3 | Michaëlla Krajicek / Peter Wessels Alicia Molik / Mark Philippoussis | Michaëlla Krajicek / Peter Wessels Alicia Molik / Mark Philippoussis | (6) (0) | (6) (0) |     | forfait |

#### Slowakije – Verenigde Staten
| Vlag van Slowakije | Slowakije 2 | Perth, Australië 5 januari 2005 hardcourt (i) | Perth, Australië 5 januari 2005 hardcourt (i) | Perth, Australië 5 januari 2005 hardcourt (i) | Verenigde Staten 1 | Vlag van Verenigde Staten |

|   |                                                                       |                                                                       | 1    | 2     | 3  |  |
| - | --------------------------------------------------------------------- | --------------------------------------------------------------------- | ---- | ----- | -- |  |
| 1 | Daniela Hantuchová Meghann Shaughnessy                                | Daniela Hantuchová Meghann Shaughnessy                                | 6 4  | 6 2   |    |  |
| 2 | Dominik Hrbatý James Blake                                            | Dominik Hrbatý James Blake                                            | 7 62 | 6 4   |    |  |
| 3 | Daniela Hantuchová / Dominik Hrbatý Meghann Shaughnessy / James Blake | Daniela Hantuchová / Dominik Hrbatý Meghann Shaughnessy / James Blake | 6 0  | 613 7 | 67 |  |

#### Verenigde Staten – Australië
| Vlag van Verenigde Staten | Verenigde Staten 2 | Perth, Australië 7 januari 2005 hardcourt (i) | Perth, Australië 7 januari 2005 hardcourt (i) | Perth, Australië 7 januari 2005 hardcourt (i) | Australië 1 | Vlag van Australië |

|   |                                                                  |                                                                  | 1   | 2   | 3    |                       |
| - | ---------------------------------------------------------------- | ---------------------------------------------------------------- | --- | --- | ---- | --------------------- |
| 1 | Meghann Shaughnessy Alicia Molik                                 | Meghann Shaughnessy Alicia Molik                                 | 2 6 | 3 6 |      |                       |
| 2 | James Blake Paul Baccanello                                      | James Blake Paul Baccanello                                      | 6 3 | 6 4 |      | Baccanello            |
| 3 | Meghann Shaughnessy / James Blake Alicia Molik / Paul Baccanello | Meghann Shaughnessy / James Blake Alicia Molik / Paul Baccanello | 6 7 | 7 5 | 7 67 | verving Philippoussis |

#### Slowakije – Nederland
| Vlag van Slowakije | Slowakije 3 | Perth, Australië 7 januari 2005 hardcourt (i) | Perth, Australië 7 januari 2005 hardcourt (i) | Perth, Australië 7 januari 2005 hardcourt (i) | Nederland 0 | Vlag van Nederland |

|   |                                                                        |                                                                        | 1       | 2       | 3 |         |
| - | ---------------------------------------------------------------------- | ---------------------------------------------------------------------- | ------- | ------- | - | ------- |
| 1 | Daniela Hantuchová Michaëlla Krajicek                                  | Daniela Hantuchová Michaëlla Krajicek                                  | 6 4     | 6 2     |   |         |
| 2 | Dominik Hrbatý Peter Wessels                                           | Dominik Hrbatý Peter Wessels                                           | 5 2     |         |   | opgave  |
| 3 | Daniela Hantuchová / Dominik Hrbatý Michaëlla Krajicek / Peter Wessels | Daniela Hantuchová / Dominik Hrbatý Michaëlla Krajicek / Peter Wessels | (6) (0) | (6) (0) |   | forfait |

## Finale

#### Slowakije – Argentinië
| Vlag van Slowakije | Slowakije 3 | Perth, Australië 8 januari 2005 hardcourt (i) | Perth, Australië 8 januari 2005 hardcourt (i) | Perth, Australië 8 januari 2005 hardcourt (i) | Argentinië 0 | Vlag van Argentinië |

|   |                                                                    |                                                                    | 1       | 2       | 3   |         |
| - | ------------------------------------------------------------------ | ------------------------------------------------------------------ | ------- | ------- | --- | ------- |
| 1 | Daniela Hantuchová Gisela Dulko                                    | Daniela Hantuchová Gisela Dulko                                    | 1 6     | 6 4     | 6 4 |         |
| 2 | Dominik Hrbatý Guillermo Coria                                     | Dominik Hrbatý Guillermo Coria                                     | 6 4     | 6 1     |     |         |
| 3 | Daniela Hantuchová / Dominik Hrbatý Gisela Dulko / Guillermo Coria | Daniela Hantuchová / Dominik Hrbatý Gisela Dulko / Guillermo Coria | (6) (0) | (6) (0) |     | forfait |